# 蒸気タービン機関車
蒸気タービン機関車（じょうきタービンきかんしゃ）は、蒸気力を動輪に伝達する為に蒸気タービンを用いる形式の蒸気機関車である。様々な形式の蒸気タービン機関車が試作されたが、どれも成功しなかった。1930年代、この形式の機関車は蒸気力のさらなる活用手段として、そしてまた当時導入されつつあったディーゼルエンジンの対抗馬として見なされた。

## 長所と短所
蒸気タービンは従来の方式に比べて以下のような長所をもつ。
- 高速時に高効率
- 部品点数が少ないので信頼性が高い。
- 車輪の空転を起こしにくい（従来のピストン式蒸気機関車は回転力が正弦波状に大きく変動するので、起動時に空転を起こしやすい）。
- ハンマーブロー現象が発生しない（主連棒と弁装置によって動輪に伝達する場合、垂直方向の力がクロスヘッドにかかり、ハンマーブロー現象が起きる）。

逆に短所としては以下のようなものがある。
- 蒸気タービンは一定速度を保って稼動することには向いているが、回転数を変えることはレシプロエンジンに比べて不利である。船舶は一定の速度で航行するため効率が高いが、鉄道車両は頻繁に加減速を行うため、効率が船舶ほど高くない。特に低速時において効率が低下した。
- コンデンサ（復水器）を搭載すれば効率が上がるが、重量が増加する。
- タービンは通常、回転方向が決まっているので、逆方向に運転する場合、不利である。

動輪に伝達する方法は2種類ある。タービンの回転を歯車を介して動輪を駆動する方法と、タービンで発電してモーターを駆動する方法である。

## 機械式蒸気タービン機関車

### アメリカ合衆国

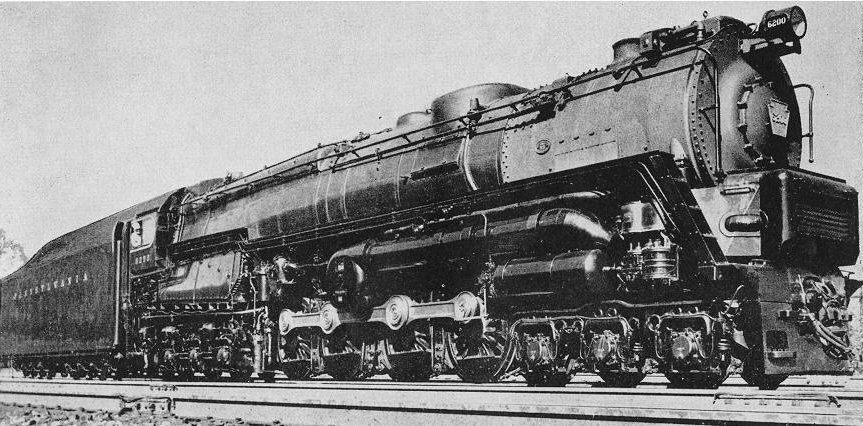
ペンシルバニア鉄道の S2, #6200

アメリカ合衆国のペンシルバニア鉄道では世界最大の直接伝達式蒸気タービン機関車であるS2が運用された。S2タービンは1944年9月、ボールドウィン・ロコモティブ・ワークス社から納入された。車輪配置は4-8-4として設計されたが、第二次世界大戦による軽金属の使用抑制の為、他に例を見ない6-8-6の車輪配置になった。最大出力は6,900HP(5.1Mw)、最高速度は100mph(160km/h)であった。テンダーを含めた全長は123フィートであった。低速時の効率が低かった。1949年に退役、1952年5月に解体された。

### イギリス

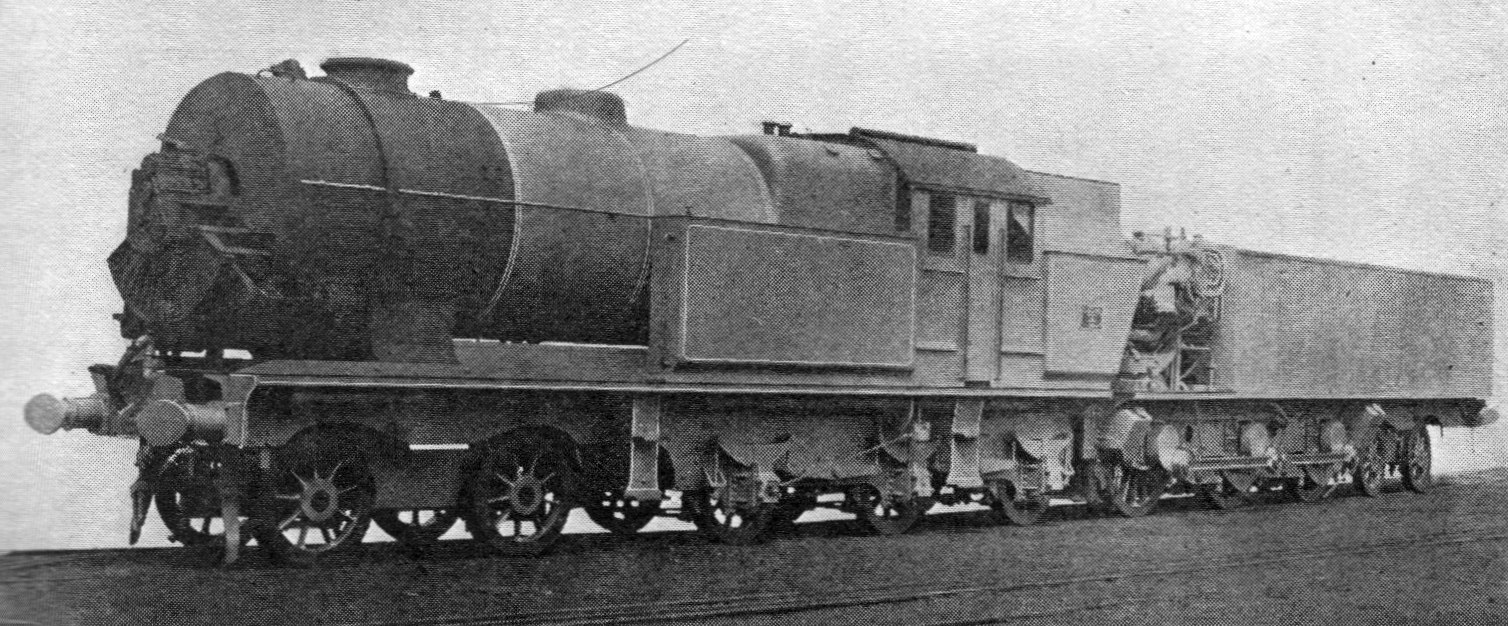
ベイヤーピーコック社製の蒸気タービン機関車

イギリスに於いて最も運用に成功したタービン機関車の一つにLMSターボモーティブがある。車輪配置は4-6-2で復水器は備えていなかった。熱効率は従来の蒸気機関車よりも優れていた。高効率は6基の蒸気ノズルからそれぞれ個別に開閉してタービンに噴射する構造によってもたらされた。1949年には通常のピストン式に改造された。

### ドイツ

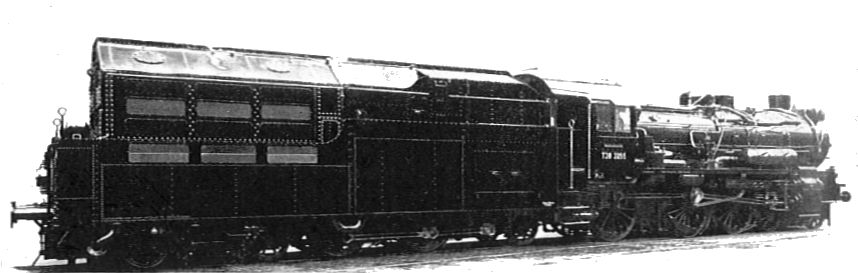
蒸気タービン駆動炭水車を備えたヘンシェル T38-2555

ドイツでは数種類の蒸気タービン機関車が製造された。1924年(1928年という説もある)、Krupp-ZoellyがT18型歯車減速式蒸気タービン機関車を製造した。復水器を備えていた。通風を良くする為のドラフトは煙室内のファンを駆動していた。1940年には爆撃され修理される事無く退役した。
1926年(1929年という説もある)には似たような機種がJ.A.マッファイ社で建造された。高圧ボイラーを使用していたにもかかわらずKrupp-Zoelly製よりも効率が低かった。1943年に爆撃され運用を退いた。
ヘンシェル社では、1926年(1927年という説もある)従来のT38型蒸気機関車から3255号機タービン駆動に改造した。炭水車にタービン駆動の動輪を追加した物だった。シリンダーからの蒸気でタービンを駆動した。タービンを駆動した蒸気は復水器に送られた。煙室内のファンでドラフトを生み出し、通風を良くしていた。

### フランス
フランスでは2種類が製造された。SNCF 232Q1は1939年に建造された。3軸ある動輪は連接棒には繋がっておらず、それぞれ個別のタービンで駆動していた。ドイツ軍による侵攻で深刻な被害を受け、1946年に解体された。 

### スイス

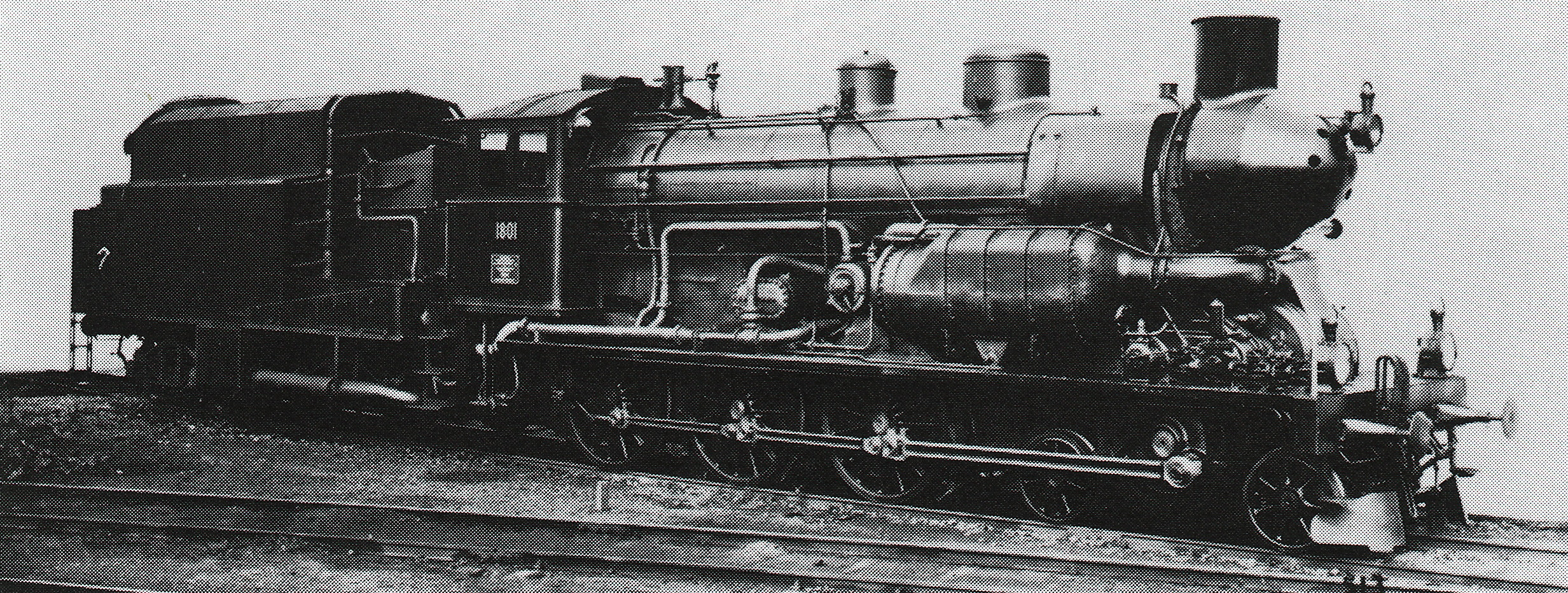
Zoelly製SBB Nr. 1801

スイスの蒸気タービン機関車は1919年にZoelly社で製作された。車輪配置は4-6-0で復水器を備えていた。煙室内の換気扇で空気を吸い出す代わりに火室へ空気を送ることにより通風を良くしていた。しかし、火室内の圧力が上昇するという新たな問題が生じた。その結果、送風機を駆動中に運転席で火室の扉を開くと中から炎と熱風が運転席内に流れ込む事になった。この危険な問題は火室送風機を備える機関車についてまわった。

### イタリア
イタリアのジュゼッペ・ベッルッツォは数台の実験的タービン機関車を建造した。
1933年、車輪配置2-6-2の機関車が再生産された。その後は見られない。

### スウェーデン

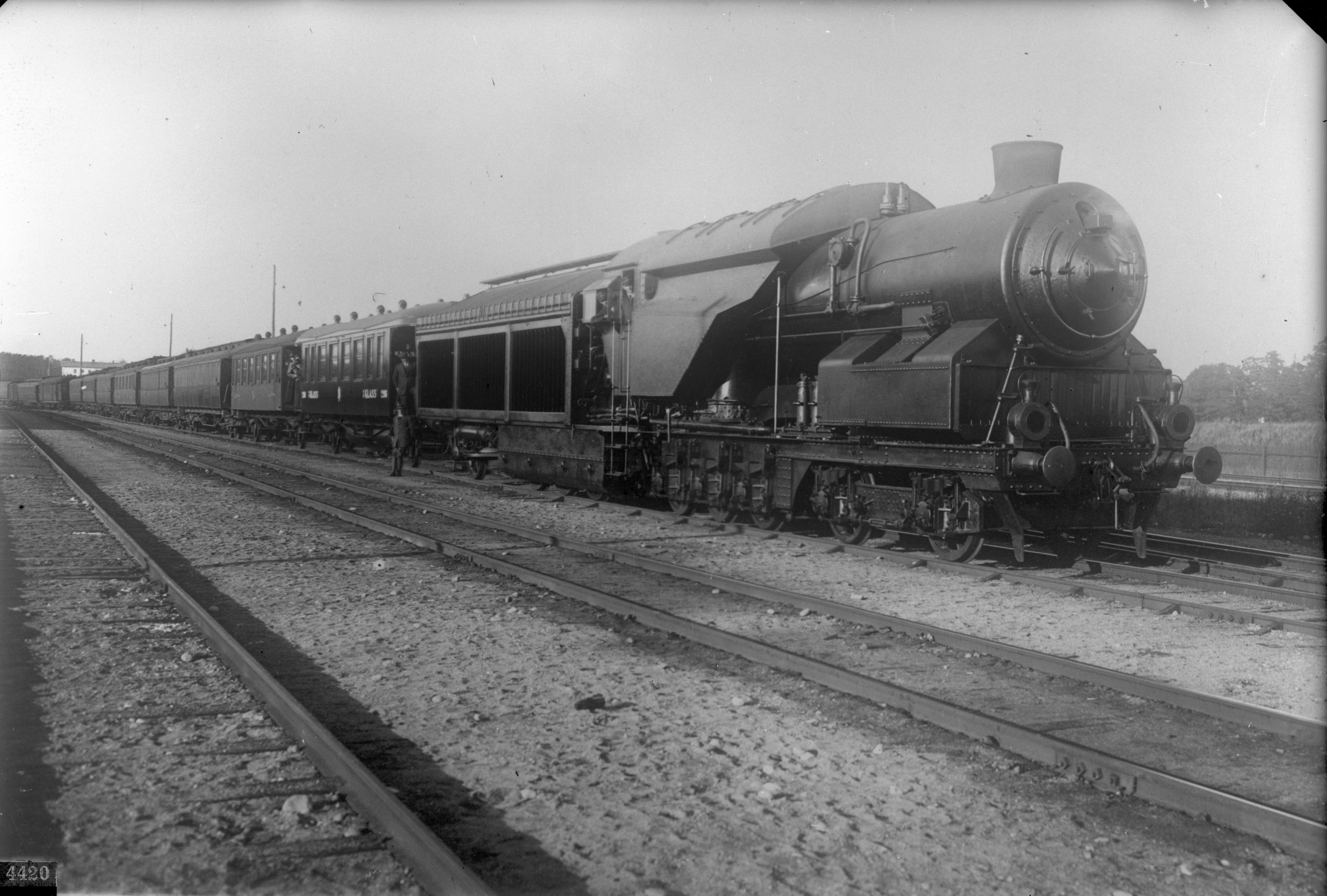
1921年に製造されたLjungströmによる機関車

スウェーデン人の技術者Fredrik Ljungströmは蒸気タービン機関車を数台設計し、いくつかは大きな成功を収めた。

### アルゼンチン
アルゼンチンに於いては山岳地帯の路線で給水施設が数箇所のサン・ミゲル・デ・トゥクマン-サンタフェ間で運行された。ユングストロームの最初の設計に似た機関車は1925年にスウェーデンのNOHABで建造された。復水器が良好に作動した事によって水の損失は片道3%〜4%とタンクからの水漏れのみだった。機関車には信頼性の問題があったので後にピストン式に置き換えられた。

## 電気式蒸気タービン機関車

### アメリカ合衆国

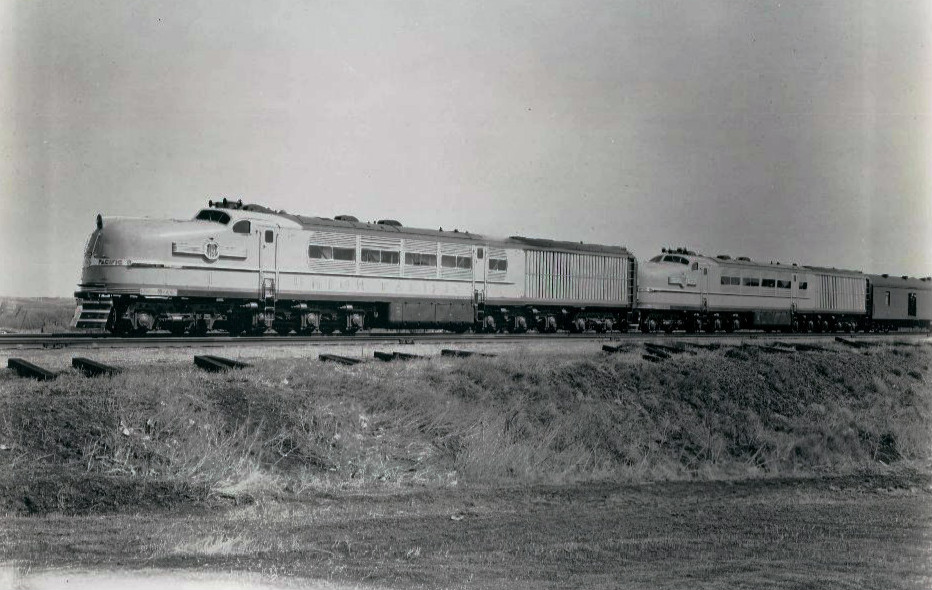
ユニオン・パシフィック鉄道のGE製蒸気タービン電気式機関車, 1939年4月

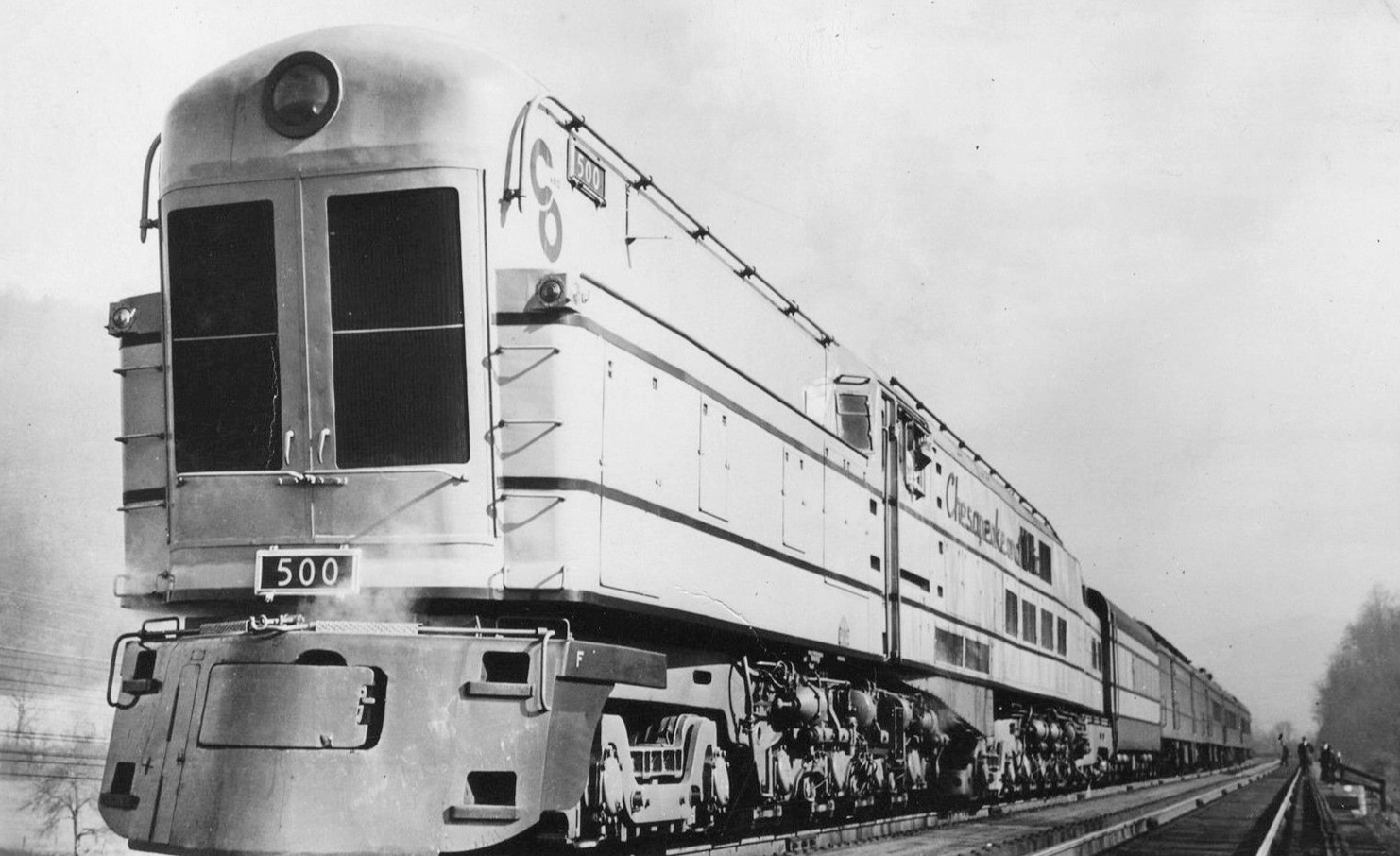
チェサピーク・オハイオ鉄道にボールドウィン社が製造した最初の3台, #500

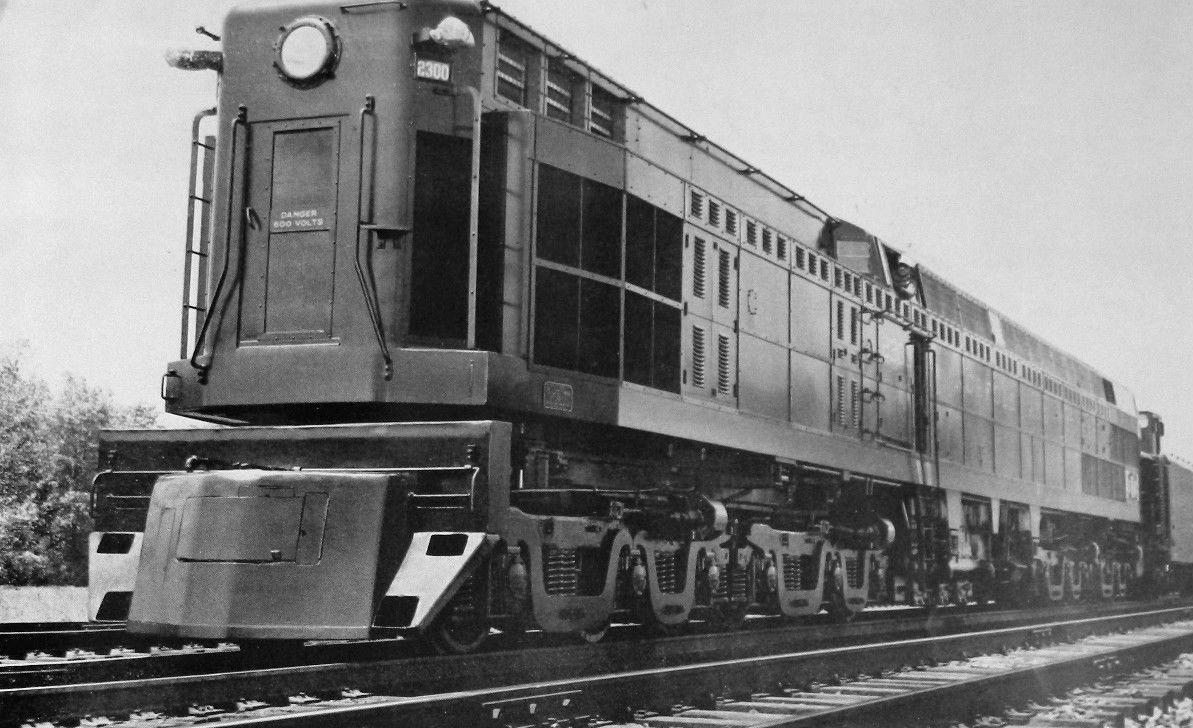
ノーフォーク・アンド・ウェスタン鉄道Jawn Henry

ゼネラル・エレクトリック（GE）は1938年、ユニオン・パシフィック鉄道向けに2台の蒸気タービン電気式機関車を製造した。車輪配置は2-C+C-2(4-6-6-4)であった。
この機関車の移動型パワープラントは複雑だった。復水器を備えた機関車はアメリカでは過去に使用された事が無かった。バブコック・アンド・ウィルコックス水管式ボイラーは蒸気を発生させ発電機で発電し、電動機を回転させる形式だった。ボイラーの制御は自動であり機関士一人で統括制御する事が出来た。燃料はC重油を用いており、同種の燃料は後にGTEL(電気式ガスタービン機関車)にも使用された。1939年にも蒸気タービン電気式機関車を導入したが、性能が不完全な為に返却した。
1943年、GE製タービン機関車はグレート・ノーザン鉄道で良好な運用成績を収めた。
1947年から1948年にかけてボールドウィンは3台の独創的な石炭焚き蒸気タービン機関車であるM-1をチェサピーク・アンド・オハイオ鉄道 (C&O) の旅客用に製造した。6,000HPのユニットはウェスティングハウス製の電装品で車輪配置は2-C1+2-C1-2であった。全長は32mでこれまでに製造されたいかなる旅客用機関車よりも長く、運転室は車体の中心に配置された。
1954年5月、ボールドウィンは4,500HPのタービン電気式機関車Nr. 2300を貨物用にノーフォーク・アンド・ウェスタン鉄道向けに製造した。ニックネームはJohn Henryの伝説に因んでJawn Henryである。C&O向けのタービン機関車と似ているが機械的にはかなり異なっていた。車輪配置はC+C-C+Cで自動制御式のバブコック・アンド・ウィルコックス水管式ボイラーを備えた。ボイラー制御は石炭のゴミと水がモーターに入りしばしば問題を起こした(C&Oのタービンも同様であった)。Jawn Henryは1958年1月4日に引退した。

### イギリス
Reid-Ramseyタービンはノース・ブリティッシュ・ロコモティブで1910年に製造された。車輪配置は2-B+B-2 (4-4-0+0-4-4)であった。結果が良くなかったので直接駆動式に改造された。

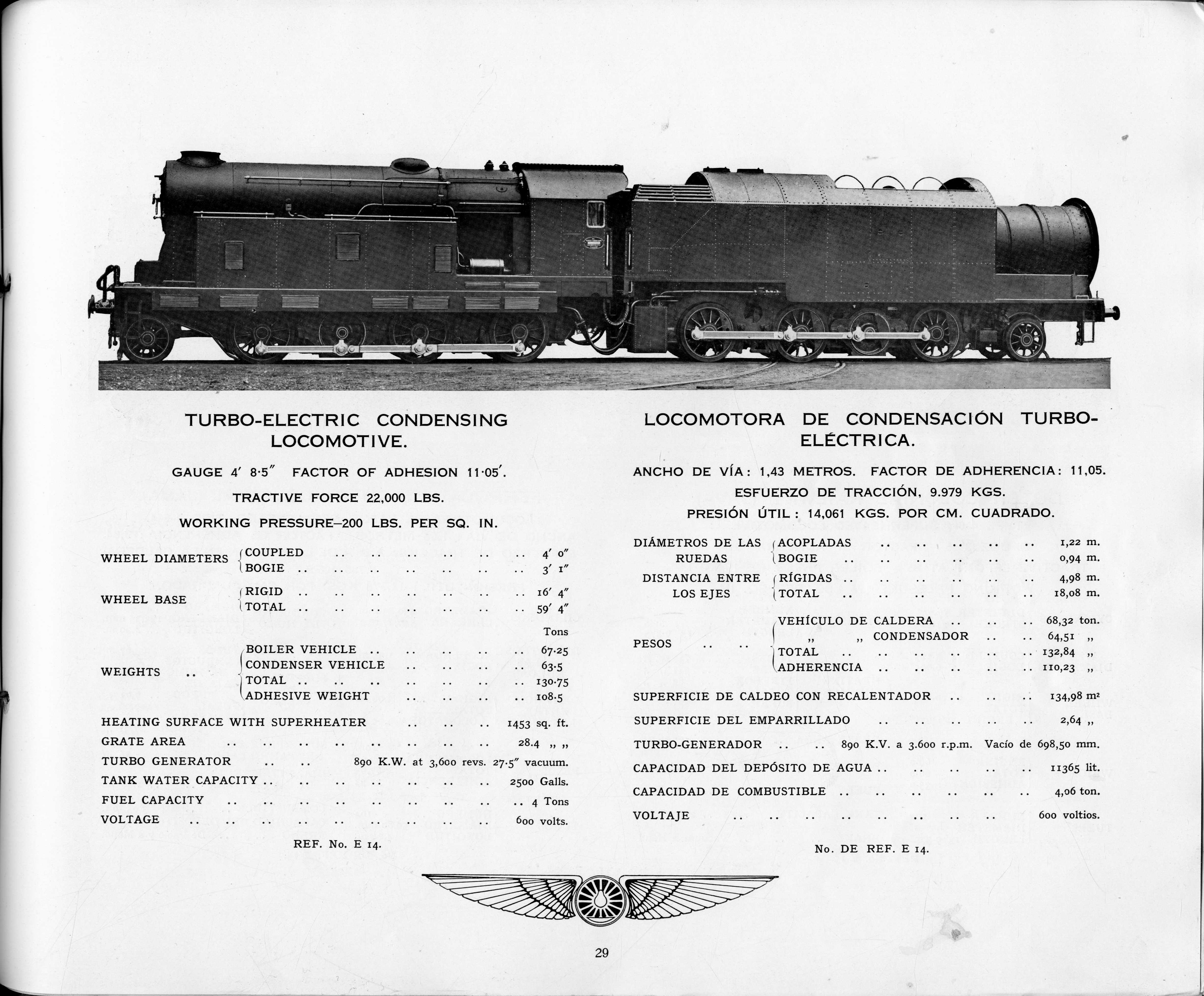
アームストロング・ホイットワースターボ電気機関車

アームストロング・ホイットワース タービンはアームストロング・ホイットワースによって1922年に製造された。車輪配置は1-C+C-1 (2-6-6-2)であった。回転蒸発式復水器により、水蒸気を水に戻し回収している。管は水の蒸発による気化潜熱によって冷却され、蒸発によって失われる水はこの復水器を持たない場合よりも少ない。一方で復水器の空気流は効率を低下させる一因になった。機関車は重量過多で貧弱な性能だった。1923年に解体された。

## 製造された蒸気タービン式機関車
| 分類                                                  | 年        | 製造                                           | 備考                                 |
| ----------------------------------------------------- | --------- | ---------------------------------------------- | ------------------------------------ |
| Belluzzo蒸気タービン機関車                            | 1908      | Officine Meccaniche                            | Belluzzo型                           |
| Reid-Ramsey蒸気タービン機関車                         | 1909      | ノース・ブリティッシュ・ロコモティブ           | 蒸気-電気式 Bauart Reid-Ramsay機関車 |
| SBB 1801号機                                          | 1921      | スイス・ロコモティブ・アンド・マシン・ワークス | Zoelly型                             |
| Ljungström-蒸気タービン機関車                         | 1921      | Nydqvist & Holm                                | Ljungström型                         |
| Armstrong-Whitworth-蒸気タービン機関車                | 1922      | アームストロング・ホイットワース               | Ramsay型                             |
| Mac Leod-Reid-Dampfturbinenlokomotive                 | 1923      | ノース・ブリティッシュ・ロコモティブ           | Mac Leod-Reid型                      |
| T 18 1001号機                                         | 1924      | Friedrich Krupp AG                             | Zoelly型                             |
| Ferrocarril Provincial de Santa Fe-蒸気タービン機関車 | 1925      | Nydquist & Holm                                | Ljungström型                         |
| Beyer-Ljungström-蒸気タービン機関車                   | 1926      | ベイヤー・ピーコック                           | Ljungström型                         |
| T 18 1002号機                                         | 1926      | J. A. マッファイ                               | Ljungström型                         |
| SJ Å 1474号機                                         | 1927      | Nydquist & Holm                                | Ljungström型                         |
| DR T 38 3255号機                                      | 1928      | ヘンシェル & Sohn                              | 動力化炭水車Zoelly型                 |
| TGOJ-Baureihe M3t 71から73号機                        | 1930–1936 | Nydquist & Holm                                | 排気蒸気タービン                     |
| Belluzzo-Breda-蒸気タービン機関車                     | 1931      | ブレーダ                                       | Belluzzo型                           |
| FS 685.410号機                                        | 1932      | Officine Meccaniche                            | 排気蒸気タービン                     |
| LMS 6202号機                                          | 1935      | LMS クールー工場                               | 排気蒸気タービン                     |
| SNCF 232 Q 1                                          | 1938      | Schneider & Cie.                               | 排気蒸気タービン                     |
| UP 1と2号機                                           | 1938      | ゼネラル・エレクトリック                       | 蒸気‐電気機関車                      |
| ペンシルベニア鉄道S26200号                            | 1944      | ボールドウィン・ロコモティブ・ワークス         | 排気蒸気タービン                     |
| M-1 500から502号                                      | 1947      | ボールドウィン・ロコモティブ・ワークス         | 蒸気‐電気機関車                      |
| N&W 2300号機                                          | 1954      | ボールドウィン-ライマ-ハミルトン               | 蒸気‐電気機関車                      |